# Cryptantha holoptera
Cryptantha holoptera là loài thực vật có hoa trong họ Mồ hôi. Loài này được (A.Gray) J.F.Macbr. mô tả khoa học đầu tiên năm 1916.